# Blaženka Arnič Lemež
Blaženka Arnič-Lemež, slovenska skladateljica, pedagoginja in pianistka, * 22. december 1947, Ljubljana.
Blaženka Arnič-Lemež je hči skladatelja Blaža Arniča in sestra dirigenta Lovrenca Arniča.
Študij klavirja je leta 1976 končala na Glasbeni akademiji v Zagrebu. Med letoma 1976 in 1979 se je izpopolnjevala v Odesi in Leningradu. Iz kompozicije je leta 1990 diplomirala na Dunajski visoki šoli za glasbo.